# Zacharovce
Zacharovce, ungarisch Zeherje ist eine Gemeinde in der südlichen Mittelslowakei mit 382 Einwohnern (Stand 31. Dezember 2024), die im Okres Rimavská Sobota, einem Kreis des Banskobystrický kraj, liegt und zur Landschaft Gemer gezählt wird.

## Geographie

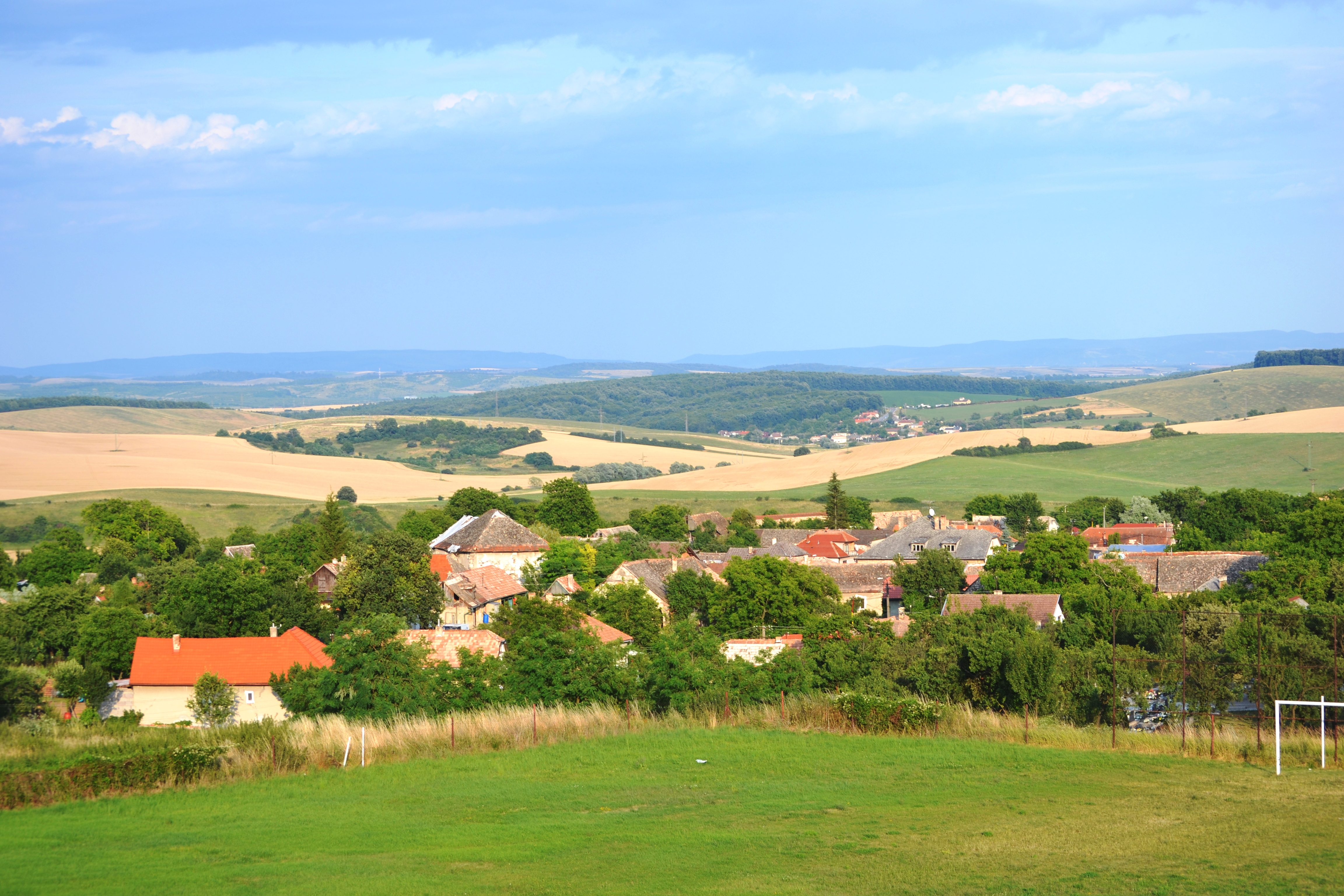
Blick auf Zacharovce und Umgebung

Die Gemeinde befindet sich am Übergang vom Talkessel Rimavská kotlina in das Slowakische Erzgebirge, im Tal des Baches Čerenčiansky potok im Einzugsgebiet der Rimava. Das Ortszentrum liegt auf einer Höhe von 290 m n.m. und ist fünf Kilometer von Rimavská Sobota entfernt.
Nachbargemeinden sind Dražice im Norden, Veľký Blh im Nordosten und Rimavská Sobota (Stadtteile Bakta, Rimavská Sobota und Nižná Pokoradz) im Osten, Süden und Westen.

## Geschichte
Zacharovce wurde zum ersten Mal 1320 als Zeharie schriftlich erwähnt. Im 15. Jahrhundert war das Dorf Besitz der Familie Derencsényi, ab dem 17. Jahrhundert der Gutsherren von Ožďany. 1828 zählte man 35 Häuser und 262 Einwohner, die als Landwirte und Winzer beschäftigt waren.
Bis 1918/19 gehörte der im Komitat Gemer und Kleinhont liegende Ort zum Königreich Ungarn und kam danach zur Tschechoslowakei beziehungsweise heute Slowakei. Auf Grund des Ersten Wiener Schiedsspruchs lag er von 1938 bis 1944 noch einmal in Ungarn. Von 1976 bis 1990 war Zacharovce Teil der Stadt Rimavská Sobota.

## Bevölkerung
| Jahr                | 1994 | 2004    | 2014    | 2024    |
| ------------------- | ---- | ------- | ------- | ------- |
| Anzahl der Personen | 371  | 403     | 401     | 382     |
| Unterschied         |      | +8,62 % | −0,49 % | −4,73 % |

| Jahr                | 2023 | 2024    |
| ------------------- | ---- | ------- |
| Anzahl der Personen | 386  | 382     |
| Unterschied         |      | −1,03 % |

Gemäß der Volkszählung 2011 wohnten in Zacharovce 420 Einwohner, davon 276 Slowaken, 133 Magyaren und sieben Roma. Vier Einwohner machten keine Angabe zur Ethnie.
225 Einwohner bekannten sich zur römisch-katholischen Kirche, 42 Einwohner zur reformierten Kirche, drei Einwohner zur Evangelischen Kirche A. B., zwei Einwohner zu den Zeugen Jehovas und ein Einwohner zur orthodoxen Kirche. 71 Einwohner waren konfessionslos und bei 76 Einwohnern wurde die Konfession nicht ermittelt.

## Baudenkmäler
- Reformierte Kirche im ursprünglich gotischen Stil aus dem ersten Drittel des 14. Jahrhunderts[6]